# Laika (groupe)
Pour les articles homonymes, voir Laïka (homonymie).
Laika est un groupe britannique de post-rock et de musique électronique formé en 1993 à Londres. 

## Histoire
Le groupe se forme en 1993 autour de Margaret Fiedler et Guy Fixsen, anciens membres du groupe Moonshake qui partagent une relation amoureuse. Leurs trois premiers albums sont bien accueillis même si le groupe ne touche pas le grand public. Laika assure la première partie de Radiohead lors des tournées de ce groupe en 1997 et en 2001. En 2003, le quatrième album du groupe reçoit un accueil moins favorable et, dans le même temps, Fiedler et Fixsen mettent fin à leur relation. Le groupe n'a pas annoncé officiellement sa séparation mais n'a plus rien enregistré et ne s'est pas produit en live depuis lors.

## Membres
- Margaret Fiedler : chant, guitare, synthé
- Guy Fixsen : chant, guitare, synthé
- John Frenett : basse
- Lou Ciccotelli : batterie, percussions
- Louise Elliot : flute, saxophone

## Discographie

### Albums
- Silver Apples of the Moon, 1995
- Sounds of the Satellites, 1997
- Good Looking Blues, 2000
- Wherever I Am I Am What Is Missing, 2003

### Singles
- Almost Sleeping, 1997
- Breather, 1997
- Uneasy, 2000
- Black Cat Bone, 2000
- Badtimes, 2000